# Mamdouh Adwan
Mamdouh Adwan (en árabe: ممدوح عدوان‎)‎; 23 de noviembre de 1941 - 19 de diciembre de 2004) fue un escritor, poeta, dramaturgo, traductor, y crítico sirio. Publicó su primera colección de poesía, al-Dhul al-Akhdhar [La Sombra Verde] en 1967 ; y, desde entonces, publicó 18 colecciones adicionales. También publicó dos novelas, veinticinco obras de teatro, tradujo veintitrés libros desde el inglés, incluido la Ilíada, la The Odyssey: A Stage Versio di Derek Walcott y una biografía de George Orwell; y, Reporte a Greco por Nikos Kazantzakis, y escribió series de televisión. Escribió regularmente sobre asuntos de actualidad árabes, y también enseñó en el Instituto Avanzado de Teatro de Damasco.
Editor en árabe, de Mamdouh Publishing House, originario de Siria. Trabajó con capacidad de recuperación en un contexto de guerra y exilio, defendiendo la traducción y el trabajo literario, abarcando cultura, religión, e idioma para profundizar en la comunidad internacional de lectores y escritores. Para publicar, tuvo que moverse por países, adaptarse.

## Biografía
Mamdouh Adwan nació en la ciudad de Qayrun, Masyaf, Hama. Fue el primogénito de Sabri Adwan. Vivió y estudió en Masyaf; y, luego se mudó a Damasco para estudiar literatura inglesa en la Universidad de Damasco. Se casó y tuvo dos hijos. Falleció por un cáncer.

## Obra

### Dramaturgia
- المخاض- مسرحية شعرية- مطبعة الجمهورية. Trabajo - juego de poesía - Republic Press.
- محاكمة الرجل الذي لم يحارب. El juicio del hombre que no peleó.
- كيف تركت السيف. ¿Cómo dejaste la espada?
- ليل العبيد. Noche de esclavos.
- هملت يستيقظ متأخراً. Hamlet se despierta tarde.
- الوحوش لا تغني. Los monstruos no cantan.
- حال الدنيا- مونودراما. El estado del mundo monodrama.
- الخدامة. Al-Khadema.
- لو كنت فلسطينياً. Si fuera un palestino.
- اللمبة- مسرحية خاصة بالمعوقين جسدياً. Bulbo - Juego especial para discapacitados físicos.
- زيارة الملكة. Visita a la Reina.
- الزبال- مونودراما. Zubal - monodrama.
- القيامة- مونودراما. Resurrección - monodrama.
- أكلة لحوم البشر- مونودراما. Caníbales - monodrama.
- الميراث. Herencia.
- حكايات الملوك. Cuentos de los Reyes.
- القبض على طريف الحادي. La captura de Tarif.
- حكي السرايا وحكي القرايا. La historia de Saraya y la historia del Corán.
- القناع. La máscara.
- سفر برلك. Viaje.
- الغول. Ghoul.
- ريما. Rima.
- الحمّام. Baño.
- الفارسة والشاعر. El Caballero y el Poeta.
- ثقافة (عادات) مختلفة. Diferentes culturas.
- الكلاب (مجموعة مسرحيات قصيرة). Perros (grupo de juego corto).

### Novelas
- أبداً إلى المنافي- 1990- الدائرة الثقافية. Nunca a los exiliados - 1990 - Círculo cultural.
- لا دروب إلى روما- 1990- دمشق- طبعة خاصة. Sin caminos a Roma - 1990 - Damasco - ed. especial.
- أغنية البجع \قصيدتان\- الجزائر- . Canción del pelícano - poemas. Argelia - 1997.
- للريح ذاكرة ولي- الآداب- بيروت- Para el viento Memoria del Príncipe Heredero - Beirut - 1997.
- طيران نحو الجنون- الريس- بيروت- Volando a la locura - Al Rayes - Beirut - 1998.
- وعليك تتكئ الحياة- Y te apoyas en la vida - 1999.
- كتابة الموت- دار هيا- دمشق Escritura de la muerte - Dar Haya - Damasco - 2000.
- مختارات- وكالة الصحافة العربية- القاهرة- Seleccionado por la Agencia de Prensa Árabe - El Cairo, 2000.
- مختارات طفولات مؤجلة- دار العين- والهيئة العامة للثقافة. Una selección de niñez retrasada - Dar Al Ain, y Autoridad General de Cultura.
- مختارات- دار الهيئة العامة للكتاب. Selecciones - Casa de la Autoridad General de Libros.
- حياة متناثرة- دار قدمس Vida dispersa: una casa de pies - Dar Geddes - 2004.

## Galardones y premios
- 1997: galardonado con el Arar Poetry Award.
- 1998: Premio Abdul Aziz Saud Al-Babtain a la creatividad poética.
- honrado en el Festival Internacional de Teatro Experimental de El Cairo en su décima sesión como uno de los movimientos de teatro árabe más ricos.
- honrado en la Feria del Libro en El Cairo en 2002 por una selección de poesía titulada "Infancia diferida".
- honrado el 3 de julio de 2003 en Damasco como pionero del teatro nacional.